# Utricularia longeciliata
Utricularia longeciliata är en tätörtsväxtart som beskrevs av A. Dc.. Utricularia longeciliata ingår i släktet bläddror, och familjen tätörtsväxter. Inga underarter finns listade i Catalogue of Life.